# NGC 6958
NGC 6958 este o galaxie situată în constelația Microscopul. A fost descoperită în 1834 de către John Herschel. Se află la o distanță de 34,3 de megaparseci de Pământ.